# Maurencs
Maurencs (en francès Maurens) és un municipi francès situat al departament de la Dordonya i a la regió de la Nova Aquitània.

## Demografia
| 1962                                       | 1968 | 1975 | 1982 | 1990 | 1999 | 2007  |
| ------------------------------------------ | ---- | ---- | ---- | ---- | ---- | ----- |
| 651                                        | 593  | 595  | 777  | 871  | 898  | 1.021 |
| Des de 1962: població sense dobles comptes |      |      |      |      |      |       |

## Administració
| Període | Identitat         | Partit |
| ------- | ----------------- | ------ |
| 1968-   | Christian Flageat |        |